# Comcast Center
Comcast Center, noto anche come Comcast Tower, è un grattacielo situato a Center City di Filadelfia, in Pennsylvania, negli Stati Uniti.

## Descrizione
La torre di 58 piani e alta 297 metri, è il secondo edificio più alto di Filadelfia e dello stato della Pennsylvania, nonché il ventitreesimo edificio più alto degli Stati Uniti. Originariamente chiamato One Pennsylvania Plaza quando ne fu annunciata la costruzione per la prima volta nel 2001, il Comcast Center passò attraverso due riprogettazioni prima dell'inizio della costruzione nel 2005. Comcast Center fu progettato da Robert AM Stern Architects per Liberty Property Trust.
All'inizio del 2005 fu presentato il progettazione finale e il nome attuale. L'edificio prende il nome dal suo principale inquilino, l'azienda Comcast, il quale ospita la sua sede aziendale. L'edificio presenta spazi commerciali, ristoranti e un passaggio per la vicina stazione della metropolitana. Nella lobby del palazzo c'è il Comcast Experience, uno schermo a LED ad alta definizione da 190 metri quadri. Progettato per essere rispettoso dell'ambiente, il grattacielo ha la certificazione LEED più elevata della città di Filadelfia.